# Hymn Wietnamu
Tiến Quân Ca (chữ nôm: 進軍歌, tłum. Pieśń marszowa) – hymn państwowy Wietnamu skomponowany i napisany przez Nguyễna Văn Cao w 1944 roku, uznany w 1945 roku za hymn Demokratycznej Republiki Wietnamu, a w 1976 roku za hymn zjednoczonego Wietnamu. Pieśń składa się z dwóch zwrotek, a odśpiewuje się tylko pierwszą.
| Tekst oryginalny Đoàn quân Việt Nam đi Chung lòng cứu quốc Bước chân dồn vang trên đường gập ghềnh xa Cờ in máu chiến thắng mang hồn nước, Súng ngoài xa chen khúc quân hành ca. Đường vinh quang xây xác quân thù, Thắng gian lao cùng nhau lập chiến khu. Vì nhân dân chiến đấu không ngừng, Tiến mau ra sa trường, Tiến lên, cùng tiến lên. Nước non Việt Nam ta vững bền. Đoàn quân Việt Nam đi Sao vàng phấp phới Dắt giống nòi quê hương qua nơi lầm than Cùng chung sức phấn đấu xây đời mới, Đứng đều lên gông xích ta đập tan. Từ bao lâu ta nuốt căm hờn, Quyết hy sinh đời ta tươi thắm hơn. Vì nhân dân chiến đấu không ngừng, Tiến mau ra sa trường, Tiến lên, cùng tiến lên. Nước non Việt Nam ta vững bền. | Polskie tłumaczenie Żołnierze Wietnamu, maszerujemy naprzód, Z jednością będziemy bronić swej Ojczyzny, Nasze szybkie kroki brzmią, Na długiej i trudnej drodze. Nasza flaga, czerwona od krwi zwycięskiej, Niesie naszego kraju ducha. Odległe odgłosy wystrzałów łączą się z naszym śpiewem. Ścieżka do chwały prowadzi przez ciała wrogów. Pokonując przeszkody, wspólnie budujemy fundamenty naszego oporu. Nieustannie dla sprawy ludowej walczymy, Szybciej, maszerujmy ku polom bitewnym! Naprzód! Ramię w ramię maszerujmy! Nasz Wietnam jest silny, jest wieczny. Żołnierze Wietnamu, maszerujemy naprzód! Złota gwiazda na fladze naszej Wiedzie nasz kraj, nasz rodzimy kraj, Z dala od sknerstwa i cierpienia. Połączmy nasze wysiłki w boju Za budowę nowego jutra. Powstańmy i skruszmy nasze łańcuchy i kajdany. Zbyt długo tłamsiliśmy swą nienawiść. Nasza gotowość do poświęceń jest promieniem naszego życia. Nieustannie dla sprawy ludowej walczymy, Szybciej, maszerujmy ku polom bitewnym! Naprzód! Ramię w ramię maszerujmy! Nasz Wietnam jest silny, jest wieczny. |